# Herbert Weber (Politiker, 1949)
Herbert Weber (* 1949 in West-Berlin) ist ein ehemaliger Berliner Kommunalpolitiker (CDU). Er war von 1992 bis 2000 Bürgermeister des Bezirkes Steglitz und von 2001 bis 2006 Bürgermeister des Bezirkes Steglitz-Zehlendorf.

## Leben
1949 in Steglitz geboren, studierte er Politikwissenschaften. Er heiratete in den 1970er Jahren und 1987 wurde seine Tochter geboren. Weber wurde 1997 Reserveoffizier der Marine, zuletzt erreichte er den Dienstgrad eines Fregattenkapitäns. Von 1998 bis 2015 war er Truppenfachlehrer für Historisch-Politische Bildung an der Marineschule Mürwik. 2015/16 war er Vorstandsmitglied der Landesgruppe Berlin des Reservistenverbandes.

## Politik
Herbert Weber wurde 1975 Mitglied der Bezirksverordnetenversammlung (BVV) Steglitz. Er wurde 1979 Baustadtrat. 1992 wurde Weber Bezirksbürgermeister von Steglitz. Nach der Gebietsreform von Berlin 2001 setzte er sich gegen den Zehlendorfer Bürgermeister Klaus Eichstädt durch und wurde Bürgermeister des vereinigten Bezirks Steglitz-Zehlendorf.
Bei einer Rede zum Volkstrauertag 2004 fiel Weber durch Aussagen auf, die von verschiedenen Seiten als geschichtsrevisionistisch empfunden wurden. Anlässlich eines Beschlusses der BVV zum Tag der Befreiung wurden diese Aussagen erneut öffentlich thematisiert auf und wurden durch neue ergänzt. Weber schlug vor, Denkmuster der Belehrung und Fokussierung auf Auschwitz zu überwinden und stattdessen eine Gesamtschau der historischen Wahrheit zu unternehmen. SPD, PDS und Grüne beantragten daraufhin die Abwahl Webers. Auch der Koalitionspartner FDP befand seine Aussagen für erklärungsbedürftig und distanzierte sich von ihm. Der Vorsitzende der Jüdischen Gemeinde in Berlin, Albert Meyer sah bei ihm rechtsradikales Gedankengut. Die CDU auf Landesebene war bei der Bewertung der Aussagen zurückhaltender und gab Weber teils Unterstützung. Er überstand die Abstimmung und blieb bis zur Wahl 2006 im Amt.